# سان-سورلان-أون-بوغيي
سان-سورلان-أون-بوغيي (بالفرنسية: Saint-Sorlin-en-Bugey)‏ هي بلدية فرنسية تقع في إقليم الآن في فرنسا. رمز إنسي لها هو:1386. أما الرمز البريدي لها فهو: 1150.